# Austrochaperina yelaensis
Austrochaperina yelaensis är en groddjursart som beskrevs av Richard G. Zweifel 2000. Austrochaperina yelaensis ingår i släktet Austrochaperina och familjen Microhylidae. IUCN kategoriserar arten globalt som otillräckligt studerad. Inga underarter finns listade.